# Cerbalus aravaensis
Cerbalus aravaensis é uma espécie de aranha da família Sparassidae encontrada nas dunas de Samar, Israel. A espécie foi descoberta por pesquisadores do Departamento de Biologia da Universidade de Haifa, nas dunas ao sul da região de Arava. É considerada a maior aranha do Oriente Médio, com as patas medindo quatorze centímetros.
Embora recém descoberta, a espécie já se encontra em risco de extinção, pois seu habitat está ameaçado pela expansão da agricultura, que reduziu a região de dunas de 7 km² para apenas cerca de 3 km² quadrados atualmente.